# The Malkin Jewel
«The Malkin Jewel» — песня исполненная музыкальной группой The Mars Volta и выпущенная, как первый и ведущий сингл со студийного альбома Noctourniquet. Премьера композиции состоялась в эфире радиостанции triple J, 13 февраля 2012 года, а затем получила ротацию на BBC Radio. В этот же день официальный сайт группы был изменен и стало известно, что The Malkin Jewel войдет в последнюю студийную работу коллектива. 14 февраля, там же и на музыкальных интернет магазинах, началась продажа сингла в качестве Цифровой дистрибуции. Первые исполнения на концертах происходили весной 2011 года, но с измененной бас-гитарной партией. Из-за внутренних конфликтов коллектив не создал музыкальное видео на песню. Вместо этого был проведен конкурс на лучший клип, среди фанатов The Mars Volta. Главным призом стал 500 $., подарочные издания всех пластинок группы. Официальное видео, демонстрирующее кадры из ORLG тура, вышло 18 июня 2012 года. Live-версия The Malkin Jewel была издана на японском издании альбома  Noctourniquet, как эксклюзивный бонус трек.

## Список композиций
| №  | Название           | Длительность |
| -- | ------------------ | ------------ |
| 1. | «The Malkin Jewel» | 4:42         |

## Участники записи
- Омар Родригес-Лопес — гитара, клавишные, синтезатор
- Седрик Бикслер-Савала — вокал, текст песни
- Хуан Альдерете де ла Пена — бас-гитара
- Деантони Паркс — перкуссия